# Mosteiro de Solovetski
O Mosteiro de Solovetski foi a maior fortaleza do cristianismo no norte da Rússia, antes de ser transformada em uma prisão especial soviética e campo de trabalho forçados de 1926 a 1939, servindo como protótipo do sistema Gulag. Situado na Ilhas Solovetski no Mar Branco, o mosteiro sofreu muitas mudanças e cercos militares. Suas estruturas mais importantes datam do século XVI quando Filip Kolychev era seu hegúmeno. No final do século XVI, a abadia era uma das mais ricas proprietárias de terras e um dos mais influentes centros religiosos na Rússia.

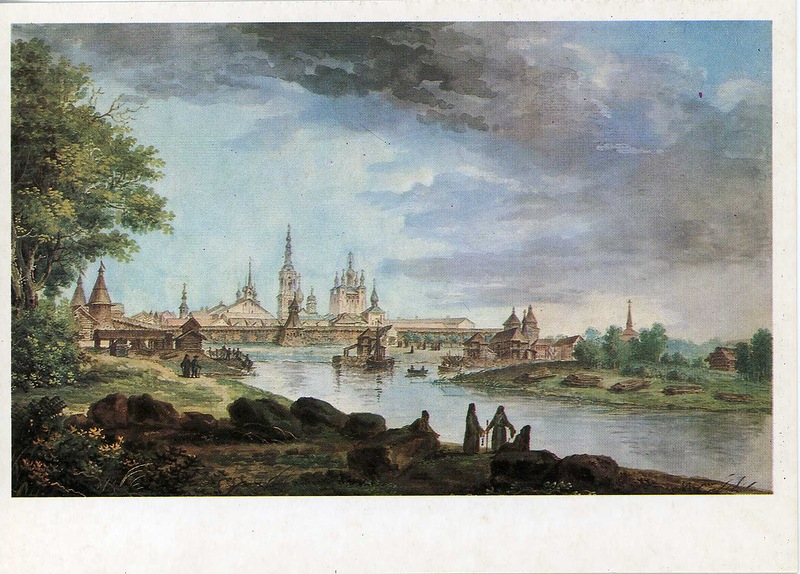
O mosteiro na década de 1780

A fortaleza existente e as suas maiores igrejas foram construídas em pedra no início do reinado de Ivan, o Terrível influenciado este pelo bispo de Moscou, Filippo II. Em pleno cisma da Igreja Russa, os monges expulsaram os representantes do tsar do mosteiro, precipitando um cerco de oito anos às ilhas pelas forças do tsar Aleixo I.

## História
O Mosteiro de Solovetski foi fundado em 1436 pelo monge Zózimo que se tornou o primeiro Hegúmeno do mosteiro, no entanto, os monges German (Herman) e Savvatiy (Sabbatius) de mosteiro de Kirillo-Belozersky que viveram na ilha de 1429 a 1436, são considerados também como fundadores,
Durante os séculos  XV e XVI, o mosteiro ampliou a sua atividade de produção e comercial, tornando-se um centro econômico e político da região do Mar Branco. Suas atividades de negócio incluiu salinas (na década de 1660, possuía 54 deles), a produção de frutos do mar, caça com armadilhas, pesca, obras em mica, ferragens, trabalhos em pérola e outros, que empregava uma grande população na região. Pedro, o Grande visitou a ilha em 1694.
Por volta do século XVII, o mosteiro de já tinha cerca de 350 monges, de 600 a 700 servos, artesãos e camponeses. Na década de 1650 e 1660, o mosteiro foi um dos baluartes da Raskol.

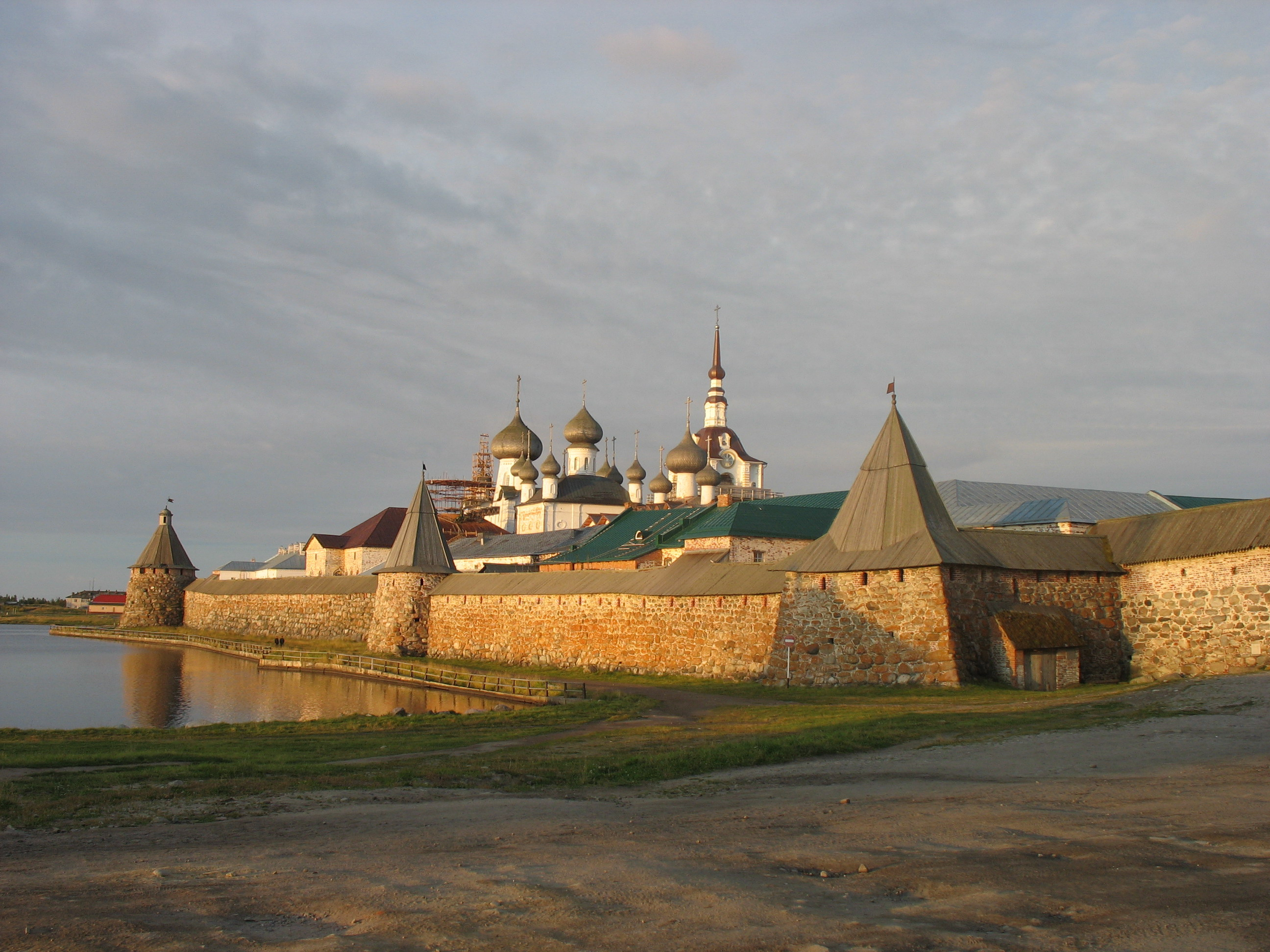
O mosteiro em agosto de 2009

Após a Revolução Bolchevique, as autoridades soviéticas fecharam o monastério e incorporaram muitos dos edifícios na Prisão Solovki, um dos primeiros campos de trabalho forçado do Gulag durante os anos 1920 e 1930.

## Layout
O conjunto arquitetônico do Mosteiro de Solovetski está localizado às margens da Prosperidade Bay (бухта Благополучия) na ilhas Solovetski. O território do Mosteiro Solovetski é cercado por paredes maciças (altura 8 a 11 m, espessura de 4 a 6 m) com 7 portas e 8 torres (construído em 1584-1594 por um arquiteto chamado Trifon), e composto principalmente de enormes matacões com até 5 m de comprimento. Há também edifícios religiosos, os principais são interligados por passagens cobertas e arqueadas, sendo eles rodeados por vários edifícios domésticos e os alojamentos, incluindo um refeitório com 500 m² com a Catedral de Uspensky (construída em 1552-1557), a Catedral Preobrazhenski (1556-1564), a Igreja de Anunciação (1596-1601), câmaras de pedra (1615), o moinho de água (início do século XVII), o campanário (1777) e Igreja de Nicholas (1834).

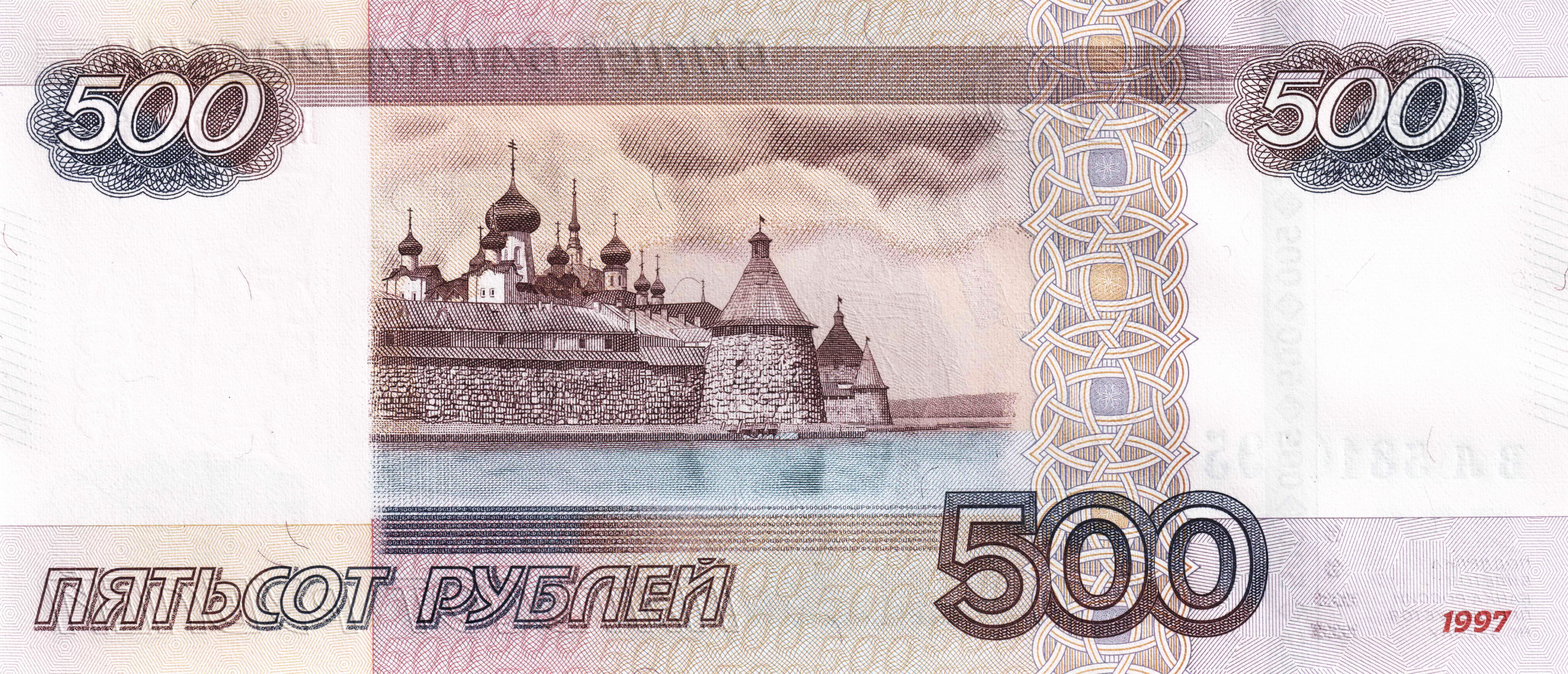
Mosteiro Solovetski, como mostrado na nota de 500 rublos (Modificação de 2010)

Atualmente, o Mosteiro Solovetski é um museu histórico e arquitetônico. A Igreja Ortodoxa restabeleceu o mosteiro em 1992, ano em que o conjunto foi incluído na Lista do Patrimônio Mundial da Humanidade da UNESCO. Uma pequena irmandade de monges vive no mosteiro novamente e atualmente abriga cerca de dez monges. O mosteiro foi recentemente extensivamente reparado, mas mantém-se em reconstrução.